# 사와무라 에이지
사와무라 에이지(일본어: 沢村 栄治, 구자체 : 澤村 榮治, 1917년 2월 1일 ~ 1944년 12월 2일)는 일본 미에현 출신의 전 프로 야구 선수이다.

## 인물

### 프로 입단 전
1917년 미에현 우지야마다 시(현 : 이세시)에서 사와무라 겐지, 미치에 부처의 장남으로 태어나 교토 상업학교의 투수로 활약해 1933년 춘계, 1934년 춘계, 하계 고교 야구 전국 대회(당시는 중학 야구라고 불렀음)에 출전하였다.

### 전일본 선발
1934년 하계 대회 이후 교토 상업학교를 중퇴하고 요미우리 신문이 주최하는 미일 야구의 전일본팀(全日本チーム)에 출전하였다. 12월에 시즈오카 현 구사나기 구장에서 열린 미국 메이저 리그 선발군과의 대면에서 베이브 루스, 루 게릭, 지미 폭스를 삼진으로 제압하는 등 호투를 보여 주었다(그러나 시리즈는 일본의 9전 전패로 끝났다).
1934년 연말에는 전일본팀을 기초로 한 프로 야구 팀인 ‘대일본도쿄야구클럽’(大日本東京野球倶楽部, 후에 팀을 도쿄 교진군으로 개명하였고 1947년에는 요미우리 자이언츠라는 현재의 팀 이름으로 변경)이라는 팀의 결성(정식 설립은 12월 26일)에 참가했다. 학교를 중퇴해서 프로 구단에 들어간 것은 야구부 내에서 다른 학생에 의한 하급생 폭행 사건이 표면화되면서 이 사건에 대한 연대 책임으로 고시엔 대회 출전을 포기했기 때문인 것으로 알려졌으며 세인트루이스 카디널스가 본인(사와무라) 영입을 시도했으나 스즈키 소타로 매니저의 반대로 무산됐다.

### 프로 입단 후
프로 야구 리그가 시작한 1936년 가을에는 처음으로 노히트 노런을 달성하였고 오사카 타이거스와의 우승 결정전에 3경기 연속으로 출전하는 등 팀에 처음으로 우승을 안게 되었다. 1937년 춘계 대회에서는 24승(20선발승)을 올려 프로 야구 MVP에 선정되는 등 짧은 기간에 신기록을 수립했다. 당시 대학 야구 전성기에 일본 프로 야구 리그가 궤도에 오른 것은 그의 공적이 크다고 말해진다. 세 차례의 노히트 노런을 달성하는 등 초창기의 자이언츠, 일본 프로 야구를 대표하는 강속구 투수로 이름을 날렸다. 그러나 중일 전쟁 중 징병되어 중국으로 가서 당시 야구공의 무게에 3배에 달하는 수류탄을 던지게 되는 도중 어깨를 다치게 되고 전투 도중에 왼손이 총탄에 관통되는 부상을 입게 된다. 설상가상으로 말라리아에도 감염되었다(이 때 입은 부상으로 그는 구장에서 몇 번이고 쓰러지는 후유증을 남기게 된다). 그 후에는 오버스로에서의 빠른 공을 던질 수 없게 되었지만 컨트롤을 무기로 삼아 3번째의 노히트 노런을 달성하였다.
두 번째의 징병 이후에는 무기로 삼고 있었던 컨트롤도 잃고 좋은 성적을 내는 것이 불가능하게 되어 자이언츠는 계약을 갱신하지 않고 1944년을 기점으로 해고되었다(이미 전국이 악화되어 1944년에 일본 프로 야구의 정규 경기는 중단되었다). 기록에 남은 사와무라의 최후의 출장 기록은 투수로서가 아니라 대타로서의 기록이다. 본인은 이적을 희망하고 있었으나 자이언츠의 구단주로부터 “사와무라는 자이언츠의 사와무라로 남아야 한다”고 설득하여 은퇴로 남게 되었다.

### 전사

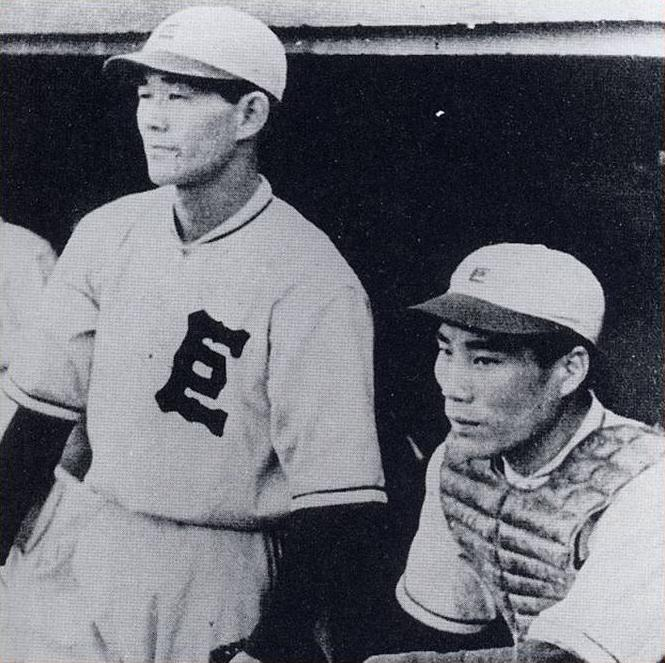
사와무라 에이지(왼쪽)와 요시하라 마사키(오른쪽)

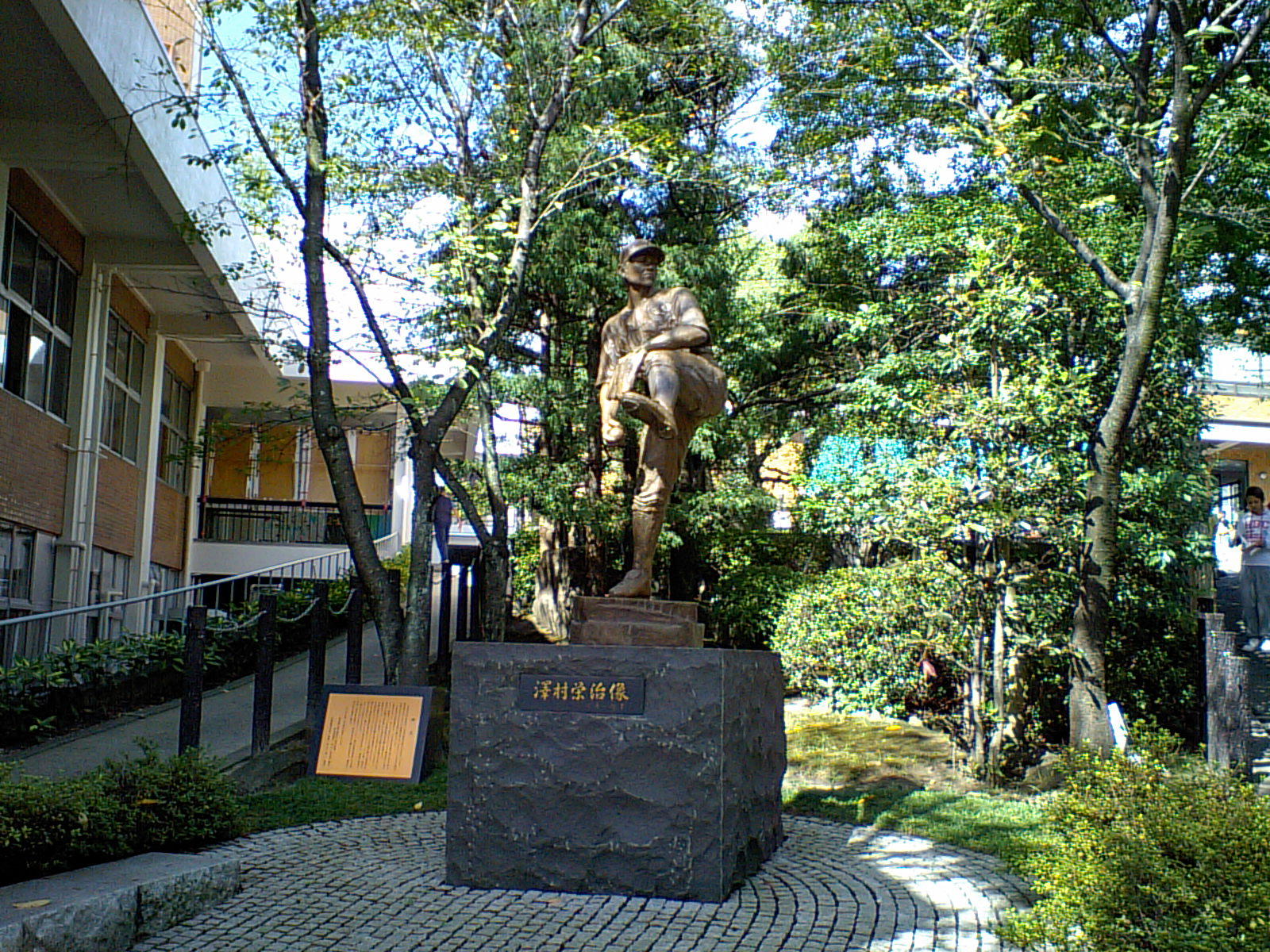
모교인 교토 상업 학교(현 교토가쿠엔 고등학교)에 건립된 사와무라의 동상

현역 은퇴 후인 1944년 10월 2일에는 육군 오장으로 3번째의 전쟁에 참전하게 된 12월 2일, 타고 있던 수송선이 동중국해 앞바다에서 미군 잠수함에 의해 공격을 받아 전사했다(향년 27세).
프로 야구 통산 성적은 63승(52선발승) 22패, 평균 자책점 1.74를 기록, 사와무라가 전사한 뒤인 1947년 7월 9일에 요미우리 자이언츠는 사와무라의 등번호인 14번을 일본 프로 야구 사상 최초의 영구 결번으로 지정하였으며 사와무라의 영향 탓인지 일본에서는 투수들이 사와무라의 등번호인  14번을 단다. 또한 같은 해에 사와무라의 공적과 영예를 기리면서 사와무라 에이지상(沢村栄治賞, 통칭 사와무라상(沢村賞))이 제정되었다. 1959년에는 야구 전당(일본 프로 야구의 명예의 전당에 해당함)에 들어갔고, 1966년 6월 25일에는 제27회 전몰자 서훈에 의해 훈 7등, 욱일장이 추서되었다.
도쿄 돔 옆에 세워진 ‘진혼의 비석’에는 이시마루 신이치 등 태평양 전쟁에서 전사했던 프로 야구 선수와 함께 표기되어 있으며 고향과 가까운 이세시 이와부치 정 묘지에 있는 사와무라의 무덤이 건립되면서 그 묘석에는 공을 본뜬 형태로 전면에는 요미우리 자이언츠의 ‘G’, 후면에는 사와무라의 등번호인 ‘14’이 새겨져 있다.

## 상세 정보

### 출신 학교
- 교토 상업학교(중퇴)

### 선수 경력
- 대일본도쿄야구클럽·도쿄 교진군(1934년 ~ 1937년, 1940년 ~ 1941년, 1943년)

### 수상·타이틀 경력

#### 타이틀
- 다승왕 : 2회(1936년 추계, 1937년 춘계)
- 최다 선발승: 2회(1936년 추계(8선발승), 1937년 춘계(20선발승))
- 최우수 평균 자책점 : 1회(1937년 춘계)
- 최고 승률 : 1회(1937년 춘계)
- 최다 탈삼진 : 2회(1937년 춘계, 1937년 추계) ※당시는 타이틀이 아님.

#### 수상
- MVP : 1회(1937년 춘계)
- 일본 야구 명예의 전당 헌액자(1959년) ※특별 헌액

### 개인 기록
- 노히트 노런 달성
  - 1936년 9월 25일, 대 오사카 타이거스 전(한신 고시엔 구장) ※사상 최초
  - 1937년 5월 1일, 대 오사카 타이거스 전(스사키 구장) ※역대 2번째
  - 1940년 7월 6일, 대 나고야군 전(한큐 니시노미야 구장) ※역대 8번째

### 등번호
- 14(1934년 ~ 1937년, 1940년 ~ 1941년, 1943년) ※요미우리 자이언츠의 영구 결번.

### 연도별 투수 성적
| 연 도       | 소 속       | 등 판 | 선 발 | 완 투 | 완 봉 | 무 4 구 | 승 리 | 패 전 | 세 이 브 | 홀 드 | 승 률 | 타 자 | 이 닝 | 피 안 타 | 피 홈 런 | 볼 넷 | 고 4 | 몸 맞 | 탈 삼 진 | 폭 투 | 보 크 | 실 점 | 자 책 점 | 평 자 책 | W H I P |
| ----------- | ----------- | ----- | ----- | ----- | ----- | ------- | ----- | ----- | -------- | ----- | ----- | ----- | ----- | -------- | -------- | ----- | ---- | ----- | -------- | ----- | ----- | ----- | -------- | -------- | ------- |
| 1936년 하계 | 도쿄 교진군 | 4     | 2     | 1     | 0     | 0       | 1     | 1     | --       | --    | .500  | 73    | 17.0  | 16       | 1        | 5     | --   | 0     | 11       | 0     | 0     | 12    | 4        | 2.12     | 1.24    |
| 1936년 추계 | 도쿄 교진군 | 15    | 10    | 10    | 3     | 0       | 13    | 2     | --       | --    | .867  | 483   | 120.1 | 63       | 0        | 58    | --   | 2     | 112      | 0     | 1     | 24    | 14       | 1.05     | 1.01    |
| 1937년 춘계 | 도쿄 교진군 | 30    | 24    | 24    | 7     | 2       | 24    | 4     | --       | --    | .857  | 938   | 244.0 | 138      | 2        | 68    | --   | 2     | 196      | 0     | 0     | 47    | 22       | 0.81     | 0.84    |
| 1937년 추계 | 도쿄 교진군 | 20    | 17    | 12    | 3     | 1       | 9     | 6     | --       | --    | .600  | 575   | 140.0 | 99       | 1        | 53    | --   | 1     | 129      | 3     | 0     | 50    | 37       | 2.38     | 1.09    |
| 1940년      | 도쿄 교진군 | 12    | 12    | 7     | 1     | 0       | 7     | 1     | --       | --    | .875  | 325   | 79.1  | 44       | 1        | 47    | --   | 1     | 31       | 0     | 0     | 26    | 23       | 2.59     | 1.15    |
| 1941년      | 도쿄 교진군 | 20    | 18    | 11    | 6     | 2       | 9     | 5     | --       | --    | .643  | 606   | 153.2 | 108      | 3        | 58    | --   | 2     | 73       | 2     | 0     | 37    | 35       | 2.05     | 1.08    |
| 1943년      | 도쿄 교진군 | 4     | 3     | 0     | 0     | 0       | 0     | 3     | --       | --    | .000  | 63    | 11.0  | 17       | 0        | 12    | --   | 0     | 2        | 0     | 0     | 17    | 13       | 10.64    | 2.64    |
| 통산 : 5년  | 통산 : 5년  | 105   | 86    | 65    | 20    | 5       | 63    | 22    | --       | --    | .741  | 3063  | 765.1 | 485      | 8        | 301   | --   | 8     | 554      | 5     | 1     | 213   | 148      | 1.74     | 1.03    |

- 굵은 글씨는 시즌 최고 성적.